# South Gippsland Shire
South Gippsland Shire is een Local Government Area (LGA) in Australië in de staat Victoria. South Gippsland Shire telt 27.440 inwoners. De hoofdplaats is Leongatha.